# Ayía Paraskeví (ort i Grekland, Peloponnesos, Lakonien)
Ayía Paraskeví (Agia Paraskevi) är en ort i Grekland.   Den ligger i prefekturen Lakonien och regionen Peloponnesos, i den södra delen av landet, 160 km söder om huvudstaden Aten. Ayía Paraskeví ligger 1 meter över havet och antalet invånare är 107.
Terrängen runt Ayía Paraskeví är huvudsakligen kuperad, men åt nordost är den platt. Havet är nära Ayía Paraskeví österut.  Närmaste större samhälle är Monemvasía, 3,6 km nordost om Ayía Paraskeví. 